# Kızılca, Dumlupınar
Kızılca là một xã thuộc huyện Dumlupınar, tỉnh Kütahya, Thổ Nhĩ Kỳ. Dân số thời điểm năm 2008 là 138 người.